# Gorges de l'Alagnon
 (mai 2022).
Si vous disposez d'ouvrages ou d'articles de référence ou si vous connaissez des sites web de qualité traitant du thème abordé ici, merci de compléter l'article en donnant les références utiles à sa vérifiabilité et en les liant à la section « Notes et références ».
Les gorges de l'Alagnon sont des gorges françaises situées dans le Cantal, en Auvergne.

## Géographie
La rivière de l'Alagnon a creusé, dans des brèches volcaniques, au cœur de la forêt du Lioran, des gorges descendant de 20 à 80 mètres dans un massif situé à plus de 1 000 mètres d'altitude. Elles sont dominées par le bec de l'Aigle (1 700 mètres), le rocher de la Sagne du Porc (1 716 mètres) et le puy de Seycheuse (1 650 mètres). La rivière chemine dans ces gorges sur 6 kilomètres sur la commune de Laveissière, du hameau du Lioran à celui du Lioranval.

## Histoire

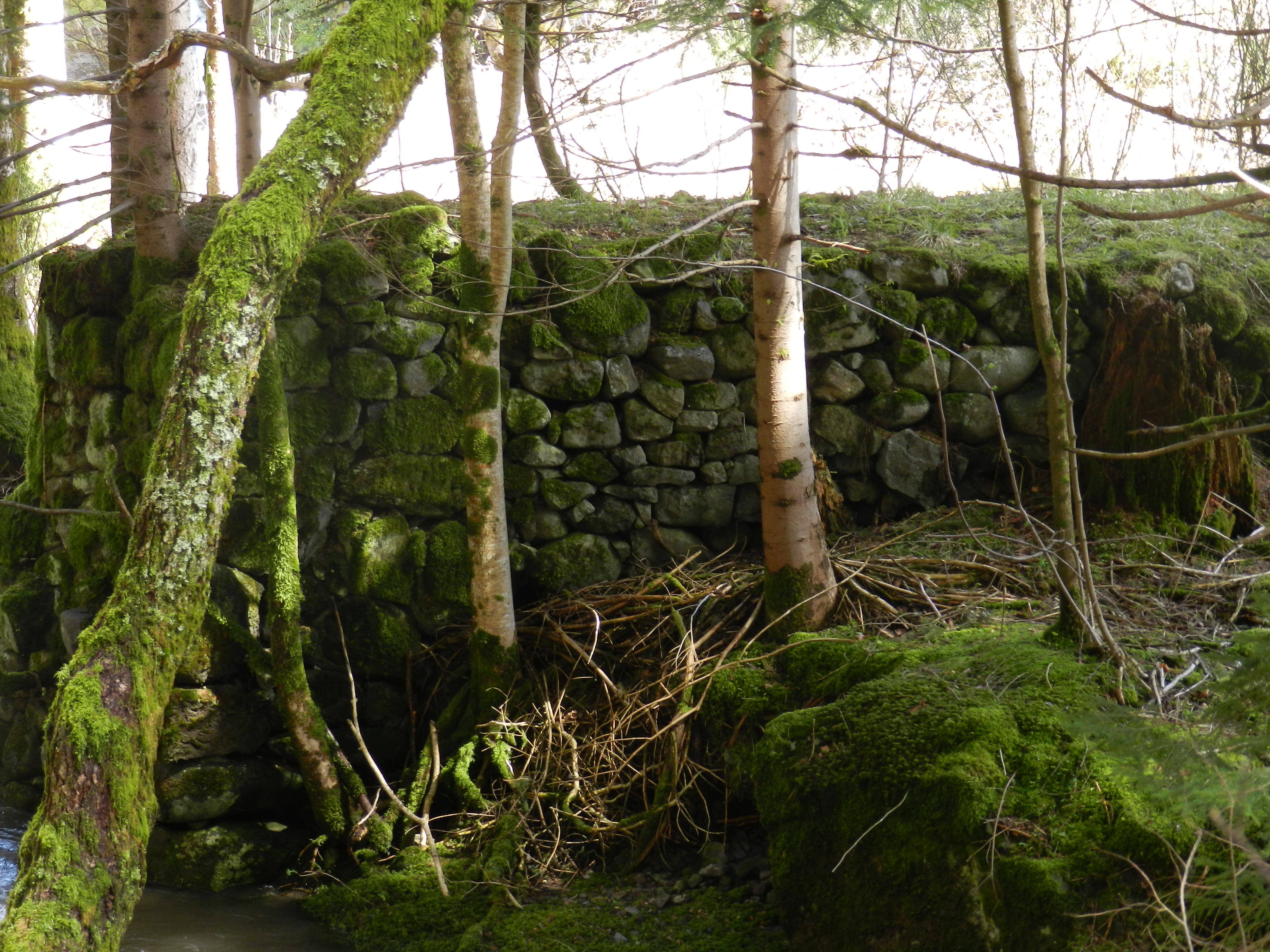
Ruines d'un ancien moulin à scie.

Les gorges de l'Alagnon, naturellement encaissées et quasiment inaccessibles, ont probablement été explorées pour la première fois au XIXe siècle par des géologues en villégiature au Lioran qui connait une importante renommée touristique.
La rivière contribue à l'essor économique du Valagnon (actuelle commune de Laveissière) et de la forêt du Lioran. En effet, de nombreux moulins à scie sont construits à l'entrée et à la sortie des gorges. Ces infrastructures vont contribuer à une période de surexploitation de la forêt.
Après avoir été un site industriel, les gorges de l'Alagnon se reconvertissent, dans la deuxième partie du XXe siècle, en un site touristique. La sortie des gorges est aménagée par la colonie de la ville d'Amboise, dont Michel Debré est maire. Le centre de vacances se trouvait juste au-dessus des gorges. Depuis la vente de la colonie d'Amboise, les gorges sont à l'abandon.

## Tourisme
Il s'agit d'un site très prisé des adeptes de canyoning avec de nombreuses cascades, toboggans aquatiques, sauts, rappels, etc.
Un chemin de randonnée a été aménagé en 2018-19 par les habitants depuis la route forestière de Belles Aigues et permet aux visiteurs de remonter les gorges. Quatre passerelles et une grande table de pique-nique ont été mises en place.

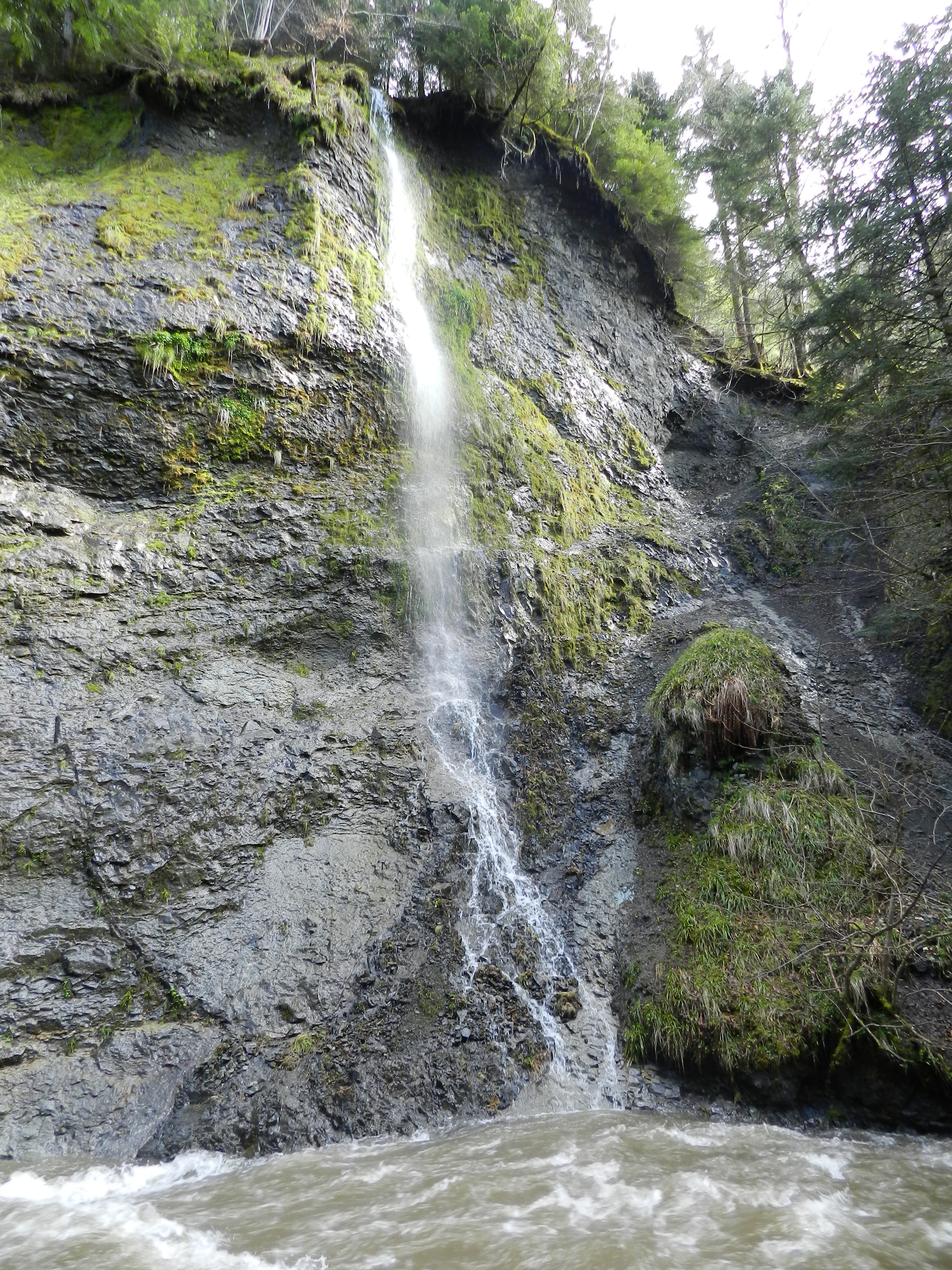
Une cascade dans les gorges de l'Alagnon.
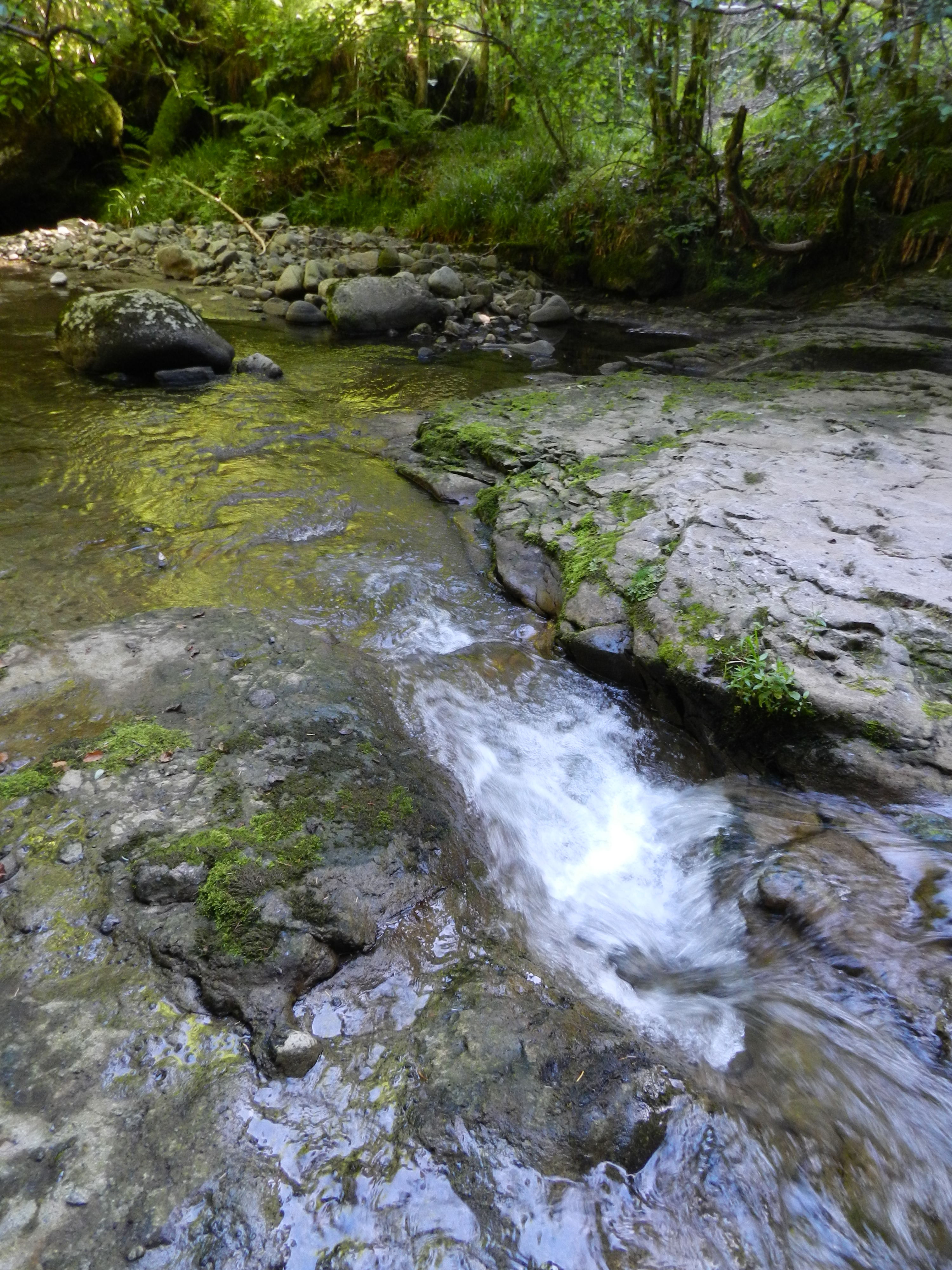
Toboggan aquatique vue de l'amont.
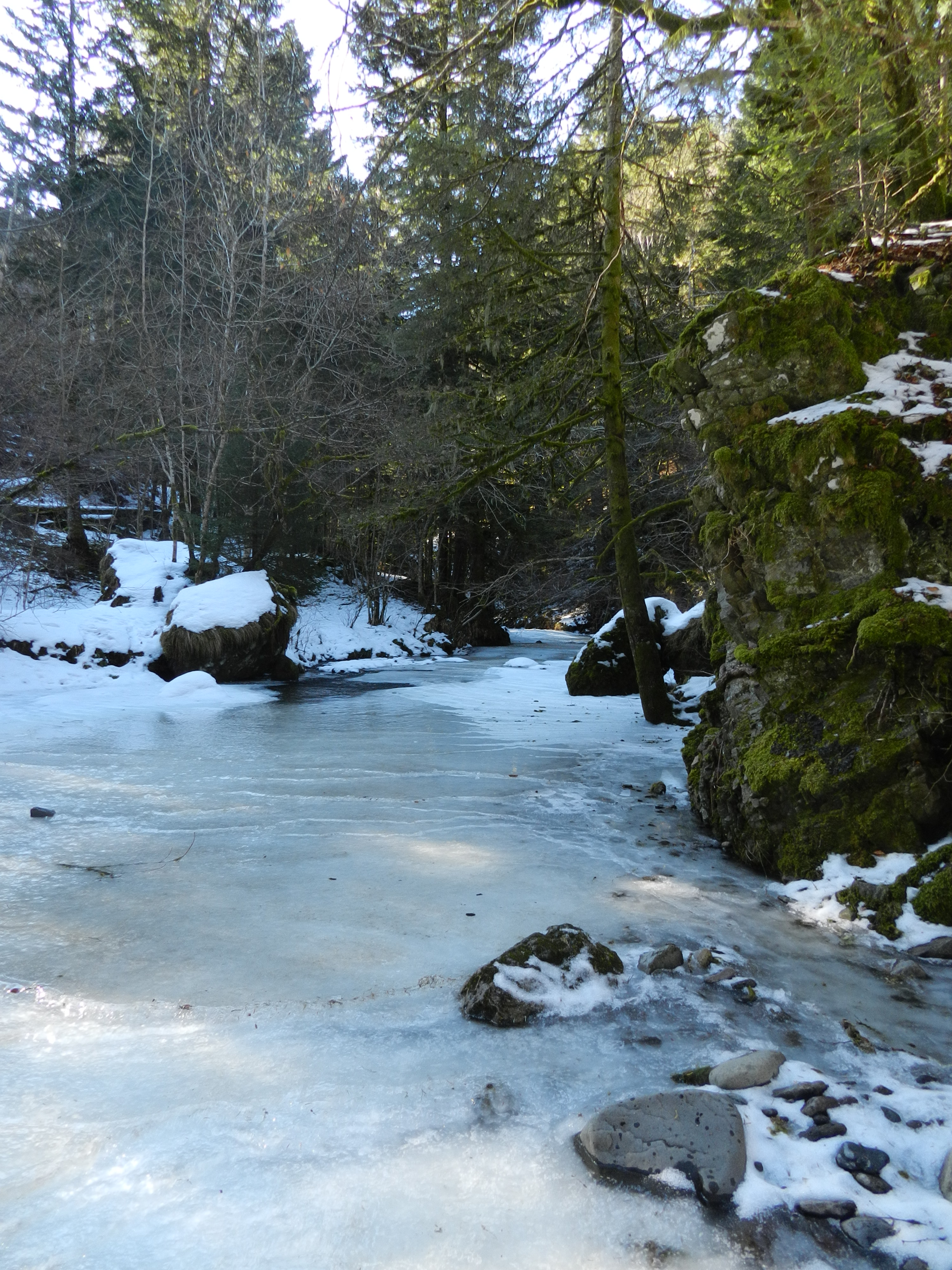
Les gorges en hiver.
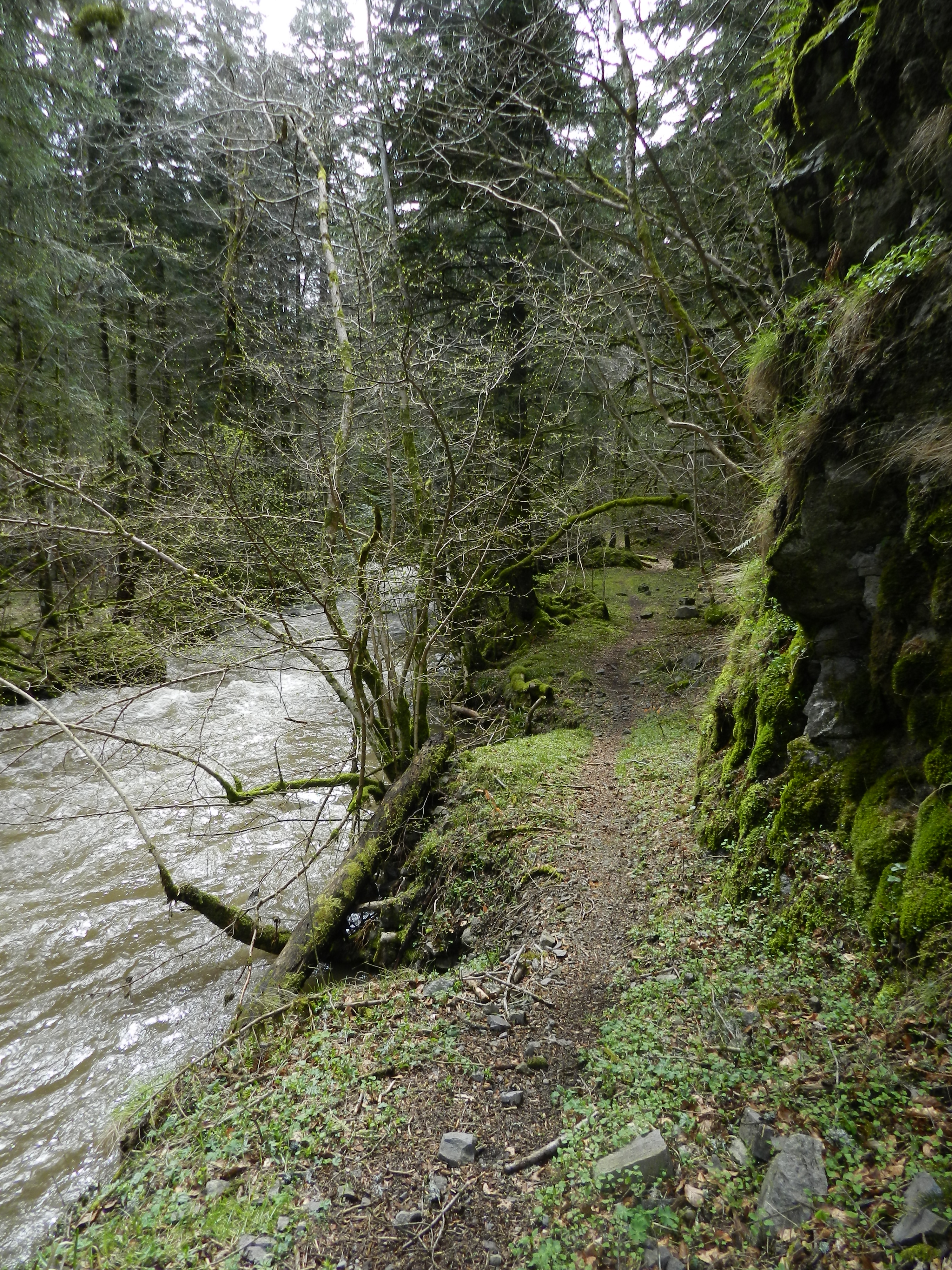
Chemin de pêcheur.

## Protection environnementale
Classées zone Natura 2000, les gorges constituent un refuge naturelle pour de nombreuses espèces végétales et animales dont la loutre.